# Hondainville
Hondainville település Franciaországban, Oise megyében. Lakosainak száma 715 fő (2022. január 1.). Hondainville Forêt de Hez-Froidmont, Angy, Heilles, Mouy, La Neuville-en-Hez, Saint-Félix és Thury-sous-Clermont községekkel határos.

## Népesség
A település népességének változása:
| Lakosok száma | 679  | 689  | 708  | 708  | 718  | 719  | 725  | 727  | 715  |
|               | 2013 | 2015 | 2016 | 2017 | 2018 | 2019 | 2020 | 2021 | 2022 |